# Langsa
Langsa (262, 41 km²) è una città costiera di circa 150.000 abitanti dell'Indonesia occidentale, situata nell'isola di Sumatra e di fronte allo stretto di Malacca e facente parte della provincia autonoma di Aceh (provincia della parte settentrionale dell'isola).

## Geografia fisica

### Collocazione
Langsa si trova nella parte sud-orientale della provincia di Aceh, tra le località di Lhokseumawe e Pangkalanbranda (rispettivamente a sud-est della prima e a nord-ovest della seconda) .

### Suddivisione amministrativa
Distretti
- Langsa Barat
- Langsa Kota
- Langsa Lama
- Langsa Baroh
- Langsa Timur

## Sport
- Persatuan Sepak Bola Langsa, squadra di calcio[2][3]